# Аннемарі Міккерс
Аннемарі Міккерс (нід. Annemarie Mikkers; нар. 13 травня 1973) — колишня нідерландська тенісистка.
Найвищу одиночну позицію світового рейтингу — 461 місце досягла 5 лютого 1996, парну — 223 місце — 29 квітня 1996 року.
Здобула 1 одиночний та 6 парних титулів туру ITF WTA ATP.

## Фінали ITF
| Турніри $25,000 |
| Турніри $10,000 |

### Одиночний розряд (1–0)
| Результат | Ранг | Дата          | Місце          | Покриття | Суперниця       | Рахунок      |
| --------- | ---- | ------------- | -------------- | -------- | --------------- | ------------ |
| Перемога  | 1.   | 31 липня 1995 | Рабат, Марокко | Ґрунт    | Кільдін Шевальє | 6–0, 7–6(10) |

### Парний розряд (6–8)
| Результат | Ранг | Дата           | Місце                           | Покриття | Партнерка             | Суперниці                           | Рахунок          |
| --------- | ---- | -------------- | ------------------------------- | -------- | --------------------- | ----------------------------------- | ---------------- |
| Поразка   | 1.   | 8 червня 1992  | Олівейра-де-Аземейш, Португалія | Тверде   | Анікве Снейдерс       | Shareen Bottrell Maria Purcell      | 6–4, 3–6, 2–6    |
| Поразка   | 2.   | 25 січня 1993  | Остін (Техас), США              | Тверде   | Анікве Снейдерс       | Еллі Гакамі Енн Мелл                | 7–6(4), 2–6, 1–6 |
| Поразка   | 3.   | 5 квітня 1993  | Афіни, Греція                   | Ґрунт    | Сандра ван дер А      | Дарія Дешкович Карин Лушниць        | 3–6, 6–7(5)      |
| Поразка   | 4.   | 5 липня 1993   | Лог'я, Фінляндія                | Ґрунт    | Стефані Ґомпертс      | Юка Йосіда Мотідзукі Хіроко         | 2–6, 7–6, 4–6    |
| Перемога  | 1.   | 23 серпня 1993 | Горб-ам-Неккар, Німеччина       | Ґрунт    | Іветте Бастінг        | Лорена Родрігес Катріна Саарінен    | 4–6, 7–5, 7–5    |
| Перемога  | 2.   | 24 липня 1994  | Реда-Віденбрюк, Німеччина       | Ґрунт    | Седа Норландер        | Кірстін Фрає Ангела Керек           | 6–3, 6–2         |
| Поразка   | 5.   | 13 лютого 1995 | Фару, Португалія                | Тверде   | Marielle Bruens       | Їндра Ґабрішова Sabina Raděvičová   | 4–6, 4–6         |
| Поразка   | 6.   | 31 липня 1995  | Рабат, Марокко                  | Ґрунт    | Marielle Bruens       | Наталі Фровлі Кільдін Шевальє       | 6–3, 5–7, 5–7    |
| Перемога  | 3.   | 15 січня 1996  | Понтеведра, Іспанія             | Тверде   | Генріетте ван Алдерен | Лоранс Буа Емануела Брузаті         | 6–2, 6–2         |
| Перемога  | 4.   | 29 січня 1996  | Оренсе, Іспанія                 | Тверде   | Генріетте ван Алдерен | Ольга Глущенко Тетяна Пучек         | 6–1, 6–3         |
| Поразка   | 7.   | 18 серпня 1996 | Ніколозі, Італія                | Тверде   | Франке Йостен         | Луціє Штефлова Магдалена Зденовкова | 3–6, 4–6         |
| Перемога  | 5.   | 7 липня 1997   | Лог'я, Фінляндія                | Ґрунт    | Анніка Ліндстедт      | Ганна-Катрі Аалто Кірсі Лампінен    | 6–1, 6–1         |
| Поразка   | 8.   | 4 серпня 1997  | Ребек, Бельгія                  | Ґрунт    | Анніка Ліндстедт      | Кім Кілсдонк Йоланда Менс           | 3–6, 4–6         |
| Перемога  | 6.   | 11 серпня 1997 | Коксейде, Бельгія               | Ґрунт    | Анніка Ліндстедт      | Кільдін Шевальє Laetitia Sanchez    | 6–1, 7–5         |